# Marianna (Pennsylvanie)
Pour les articles homonymes, voir Marianna.
Ne doit pas être confondu avec Marianne (Pennsylvanie).
Marianna est un borough situé au sud du comté de Washington, en Pennsylvanie, aux États-Unis,. En 2010, il comptait une population de 494 habitants, estimée au 1er juillet 2020 à 479 habitants. Le borough est incorporé le 24 janvier 1910.

## Démographie
Lors du recensement de 2010, le borough comptait une population de 494 habitants. Elle est estimée, en 2020, à 479 habitants.